# 가와니시시
가와니시시(일본어: 川西市)는 일본 효고현에 있는 시이다. 세이와 천황의 후예인 미나모토노 미쓰나카가 다다 신사가 있는 지역에 겐지 사무라이단을 형성하였고, 이후 가마쿠라 막부 최초의 본거지가 된다.

## 인접하는 자치체
- 효고현
  - 이타미시, 다카라즈카시, 가와베군 이나가와정

- 오사카부
  - 이케다시, 미노오시, 도요노군 도요노정, 노세정

## 역사
- 고대부터 근세까지 남부는 셋쓰국 가와베군 오베향에, 북부는 셋쓰국 가와베군 오무치향에 속해 있었다.
- 1913년 - 미노 아리마 전기궤도가 노세구치역을 개업하였다.
- 1954년 8월 1일 - 가와베군 가와니시정, 다다촌, 히가시타니촌이 합병해 시로 승격했다.

## 경제
고베, 오사카에서 일하는 많은 통근자들의 주거지로 오사카와 가와니시 사이로 이들 통근자들을 위한 특급열차가 운행한다. 비록 교외 지역이기는 하지만 가와니시의 북쪽 부분은 농업이 특히 중요한 부분을 차지한다. 주요 작물로는 복숭아, 밤, 무화과, 숯 등이 있다.

## 교통

### 철도
- 서일본 여객철도
  - 후쿠치야마선(JR 다카라즈카선)

- 한큐 전철
  - 다카라즈카 본선

- 노세 전철
  - 묘켄선
  - 닛세이선(일본어판)

### 도로
- 주고쿠 자동차도
- 신메이신 고속도로
- 한신 고속도로
- 국도 제173호선 (일본)(일본어판)
- 국도 제176호선 (일본)(일본어판)
- 국도 제477호선 (일본)(일본어판)

## 인구
| 연도 | 인구      | ±% |
| ---- | --------- | -- |
| 1970 | 87,127명  | —  |
| 1975 | 115,773명 | —  |
| 1980 | 129,834명 | —  |
| 1985 | 136,376명 | —  |
| 1990 | 141,253명 | —  |
| 1995 | 144,539명 | —  |
| 2000 | 153,762명 | —  |
| 2005 | 157,668명 | —  |
| 2010 | 156,423명 | —  |
| 2015 | 156,375명 | —  |
| 2020 | 152,321명 | —  |